# Danke für die Blumen (1988)
Danke für die Blumen ist eine vom DEFA-Studio für Spielfilme (Potsdam-Babelsberg) für das Fernsehen der DDR produzierte Komödie von Filmregisseur Eberhard Schäfer aus dem Jahr 1988. In den Hauptrollen agieren Ralf Lindermann, Daniela Hoffmann und Herbert Köfer.

## Handlung
Rosi Schneller hat zu ihrem dreißigsten Geburtstag von ihrem Opa ein Motorrad geschenkt bekommen. Schon bei der ersten Probefahrt übersieht sie ein Vorfahrtsschild und nötigt so den Blumenfahrer Uwe Domasch zu einer Vollbremsung. Da aber nichts groß passiert ist und sie schon drei Stempel in ihrer Fahrerlaubnis hat, steigt sie schnell wieder auf ihr Fahrzeug und rast davon. Wie es der Zufall will, klingelt ausgerechnet Uwe Domasch an ihrer Tür, um einen Blumenstrauß ihrer Eltern auszuliefern. Rosi befürchtet zuerst, er hat sie erkannt und bittet ihn sehr freundlich zu sich in die Wohnung und bietet ihm Kaffee und Kuchen an. Im Gespräch erfährt sie, dass er sie zwar nicht erkannt hat, aber auch Polizeihelfer ist und die Angelegenheit recht ernst nehmen würde. Rosi ist erleichtert, doch beim Weggehen erkennt Uwe das Motorrad vor der Tür und notiert sich die Nummer.
Als Rosi ihrem Freund Eddy von ihrem Missgeschick erzählt, bietet er ihr an, die Schuld auf sich zu nehmen und eine Selbstanzeige zu tätigen. Allerdings fordert er dafür eine Gegenleistung, die Rosi eigentlich nicht gewillt ist zu geben. Eddy hätte nämlich gern seine Autoanmeldung mit ihrer getauscht, weil Rosi sich schon einige Jahre früher angemeldet hatte und es in der DDR nun mal 10 dauern kann, bis man ein fabrikneues Auto kaufen kann. Rosi will aber nicht tauschen. Trotzdem hält Eddy sein Wort und geht zur Polizei, wobei Uwe klar ist, dass Eddy nicht der Unfallfahrer sein kann, weil die Körpergröße nicht passt. Er will Rosi, in die er sich ein wenig verliebt hat, auf die Falschaussage von Eddy ansprechen, trifft in ihrer Wohnung aber nur Opa Scheller an. Unterstützt von ihm und seiner eigenen Mutter, der Rosi als Schwiegertochter gefallen würde, unternimmt er mit Rosi einen Badeausflug. Trotzdem bleibt sie für ihn auch eine Verkehrssünderin, die er auch melden müsste. Aufgrund einer Kopfverletzung, die er sich vor kurzem bei seiner Arbeit zugezogen hat, scheint er aber nicht so recht bei Verstand zu sein, sodass seine Pflichtbewusstsein in den Hintergrund tritt. Letztendlich siegt die wahre Liebe über seine Vorliebe für Verkehrs-Paragrafen.
Zwei Jahre später haben beide einen gemeinsamen Sohn und Rosi ist in die Fußstapfen ihres Großvaters getreten und fährt Motorradrennen. Uwe meint, es sei besser wenn sie sich die rasende Rosi hier austobt, als im Straßenverkehr.

## Produktion und Veröffentlichung
Schauplatz von Danke für die Blumen ist das Seebad Templin. Der Film erlebte am 28. Februar 1988 im 1. Programm des Fernsehens der DDR seine Erstausstrahlung.

## Kritik
Die Kritiker der Fernsehzeitschrift TV Spielfilm vergaben die schlechteste Wertung (Daumen nach unten) und beurteilten den Spielfilm als „Seichte Komödie mit verblühtem Witz.“